# 동백꽃 신사
"동백꽃 신사"는 1979년에 개봉한 대한민국의 영화이다.

## 캐스팅
- 이대근
- 김희라
- 최봉
- 박원숙
- 이강조
- 김민정
- 홍유정
- 김영인
- 김왕국
- 최성규
- 심상현
- 김광일
- 임예심
- 박동룡
- 이해룡
- 권일수
- 정형진
- 백황기
- 박양근
- 이경우
- 정주현
- 서평선